# Tomáš Trapl
Tomáš Trapl (* 30. ledna 1964 Praha) je český zpěvák, muzikálový herec a pedagog

## Životopis
Má dvě děti (Emu a Sebastiana).
Vystudoval humanitní Gymnázium Arabská, posléze Státní konzervatoř v Praze a HAMU (obor operní zpěv).
Svou uměleckou dráhu začal roku 1986 s jazzovým vokálním souborem Dobrý večer Quintet, s art-rockovou kapelou Beatover a se „šramlem“ Pražský pouťový orchestr.
Deset let účinkoval v divadle SEMAFOR v muzikálech Jiřího Suchého např. Výhybka, Kytice, Nižnij Novgorod aj.
Od roku 1992 vystupuje v pražských muzikálech: Les Misérables (Enjolras), Pěna dní (Chick), Klaun (Junior), Jesus Christ Superstar (Jidáš), Benzín a mejkap (Jim), Dracula (Kněz nebo Šašek-sluha-profesor), Hamlet (hrobník), Krysař (Osud), Kleopatra (Ptolemaios nebo Octavian), Galileo (otec Inchofer), Tři mušketýři (kardinál Richelieu), Tajemství (Martin), Miss Saigon (John), Angelika (Desgrez), Golem (Mordechaj), Carmen (Zuniga), Mona Lisa (Soderini), Tajemství Zlatého Draka (Merkurius), Baron Prášil (Wilcox), Je třeba zabít Davida (Mistr/Satan/Terorista/Ceasar), Kat Mydlář (Adam/Ferdinand Vaňura), Quasimodo (Quasimodo), Hamlet (principál/hrobník), Klíč králů (Strig), Mam'zelle Nitouche (Loriot), Casanova (Bednář), Nezemřela jsem (otec), Adam a Eva (Lucifer, Jofiel), Mamma Mia! (Harry), Romeo a Julie (Kapulet), Mefisto (Dragonetti), Sestra v akci (Curtis), Doktor Ox (Hudelson), Muž se železnou maskou (Fouquet), Tarzan (Porter), Doktor Faust (Faust), Troja (Agamemnon), ...
Daboval mnoho postav ve většině kreslených seriálů Walta Disneyho: Lví král, Lví král 2: Simbův příběh, Lví král 3: Hakuna Matata. (Timon), Pocahontas, Alenka v říši divů, Zvoník u Matky Boží, Zvoník u Matky Boží II. (Quasimodo), Goofy na výletě (Goofy), Labutí princezna (princ), Princ egyptský (Mojžíš), Medvídek Pú (Tygr –⁠ zpěv), Popelka, Timon & Pumba, Příšerky s.r.o. (Mike Wasowski), Na vlásku, Wonka aj.
V letech 1992 - 95 jako člen mezinárodní společnosti Artists for Prague ztvárnil v angličtině hlavní role v muzikálech The Fantasticks (Matt), Pippin (Pippin), A Christmas Carol aj.
V letech 1996 - 2006 byl frontmanem rockové skupiny DOLMEN.
V letech 2007-2009 hostoval v Národním divadle v jazzové opeře Dobře placená procházka (Suchý/Šlitr) , kterou režíroval Miloš Forman.
V roce 2009 se zúčastnil televizní soutěže DUETY, KDYŽ HVĚZDY ZPÍVAJÍ, kde v tandemu s herečkou Janou Bouškovou vybojovali bronzovou pozici.
V letech 2012 - 2020 učil jako externista zpěv na katedře činoherního herectví na pražské DAMU.
Od roku 1998 působí také jako pedagog na hereckém oddělení Konzervatoře v Praze, kde učí interpretaci a zpěv a kde též vyprodukoval absolventská představení Dobře placená procházka, Kancelář, Výprodej, Kytice, na kterých se i autorsky podílel. Hudebně se též podílel na dalších představeních (Muž sedmi sester, Léto a dým, Oidipus Rex, Žádná - celá - nekonečno, Malované na skle, Roztomilý člověk, Baron ve větvích, Nebezpečné vztahy, K pošeptání, Balada pro banditu, Krvavá Henrietta).
Od roku 2023 je členem vokální skupiny Sing Sing Quintet.

## Filmografie
| Rok  | Název                     | Role                        | Poznámky  |
| ---- | ------------------------- | --------------------------- | --------- |
| 1993 | Uctivá poklona, pane Kohn | archanděl Gabriel           | TV cyklus |
| 2009 | Expozitura                | feťák                       | TV seriál |
| 2015 | Vraždy v kruhu            | policejní technik           | TV seriál |
| 2015 | Babovřesky 3              | farář Zbygniew Krapuśčinski |           |
| 2018 | Kouzelník Žito            | lichvář                     |           |